# Shan Tao
Shan Tao (單濤T, 单涛S, Shàn TāoP; Tangshan, 30 maggio 1970) è un ex cestista cinese.

## Carriera
In carriera ha militato nei Beijing Ducks in Chinese Basketball Association. Con la Cina ha disputato le Olimpiadi del 1992 e del 1996, oltre ai Mondiali del 1990 e del 1994.